# Turó de Comafornell
El Turó de Comafornell és una muntanya de 1.729 metres que es troba al municipi de Montferrer i Castellbò, a la comarca de l'Alt Urgell.